# Červený grúň
Červený grúň este o arie protejată (arie specială de conservare — SAC, sit de importanță comunitară — SCI) din Slovacia întinsă pe o suprafață de 245,44 ha, integral pe uscat.

## Localizare
Centrul sitului Červený grúň este situat la coordonatele 48°59′11″N 19°25′07″E / 48.986389°N 19.418611°E.

## Înființare
Situl Červený grúň a fost declarat sit de importanță comunitară în aprilie 2004 pentru a proteja 1 specie de plante și 8 specii de animale. Situl a fost protejat și ca arie specială de conservare în martie 2004.

## Biodiversitate
Situată în ecoregiunea alpină, aria protejată conține 5 habitate naturale: Păduri pe pante, grohotișuri și ravene de Tilio-Acerion, Păduri calcicole cu Pinus sylvestris din Carpații Occidentali, Păduri de fag din Europa Centrală dezvoltate pe sol calcaros cu Cephalanthero-Fagion, Pante stâncoase calcaroase cu vegetație casmofită, Păduri de fag Asperulo-Fagetum.
La baza desemnării sitului se află mai multe specii protejate:
- plante (1): Pulsatilla slavica
- amfibieni (1): izvoraș-cu-burta-galbenă (Bombina variegata)
- mamifere (7): liliac cârn (Barbastella barbastellus), lupul (Canis lupus), râs eurasiatic (Lynx lynx), liliac cu urechi mari (Myotis bechsteinii), liliac comun (Myotis myotis), liliacul mic cu potcoavă (Rhinolophus hipposideros), urs brun (Ursus arctos)

Pe lângă speciile protejate, pe teritoriul sitului au mai fost identificate 2 specii de plante, 2 specii de amfibieni, 5 specii de mamifere.